# Bucks de Laredo
Les Bucks de Laredo étaient une franchise professionnelle de hockey sur glace en Amérique du Nord qui évoluait dans la Ligue centrale de hockey. L'équipe était basée à Laredo au Texas.

## Historique
La franchise a été créée en 2002. Depuis cette année-là, elle est engagée dans la Ligue centrale de hockey. Elle a remporté la Coupe du Président Ray Miron en 2003-2004 et 2005-2006.

### Saisons en LCH
Note: PJ : parties jouées, V : victoires, D : défaites, N : matchs nuls, DP : défaite en prolongation, DF: Défaite en fusillade, Pts : Points, BP : buts pour, BC : buts contre, Pun : minutes de pénalité
| Saison  | PJ | V  | D  | N | DP | DF | Pts | Classement                    | Séries éliminatoires                     |
| ------- | -- | -- | -- | - | -- | -- | --- | ----------------------------- | ---------------------------------------- |
| 2009-10 | 64 | 32 | 20 | - | 4  | 8  | 76  | 3e place, conférence sud      | Défaite en 1re ronde                     |
| 2008-09 | 64 | 36 | 23 | - | 2  | 3  | 77  | 2e place, conférence sud-est  | Défaite en 2e ronde                      |
| 2007-08 | 64 | 42 | 19 | - | 0  | 3  | 87  | 1re place, conférence sud-est | Défaite en 3e ronde                      |
| 2006-07 | 64 | 42 | 17 | - | 5  | 0  | 89  | 1e place, conférence sud-est  | Défaite en finale                        |
| 2005-06 | 64 | 43 | 15 | - | 6  | 0  | 92  | 1e place, conférence sud-est  | Remporte la Coupe du Président Ray Miron |
| 2004-05 | 60 | 35 | 22 | - | 3  | 0  | 73  | 1e place, conférence sud-est  | Défaite en finale                        |
| 2003-04 | 64 | 48 | 8  | - | 8  | 0  | 104 | 1e place, conférence sud-est  | Remporte la Coupe du Président Ray Miron |
| 2002-03 | 64 | 41 | 17 | - | 6  | 0  | 88  | 2e place, conférence sud-est  | Défaite en seconde ronde                 |